# 마령고등학교
마령고등학교(馬靈高等學校)는 대한민국 전북특별자치도 진안군 마령면 평지리에 있는 공립 고등학교이다.

## 학교 연혁
- 1972년 3월 1일 : 마령고등학교 개교(2학급)
- 1972년 4월 1일 : 초대 문덕준 교장 취임
- 1986년 3월 1일 : 대망동산 조성
- 1992년 10월 7일 : 정보처리과 설치 인가 (보통과 3학급, 정보처리 6학급)
- 2005년 3월 1일 : 3학급 인문계
- 2013년 10월 14일 : 체육관 (웅비관) 준공
- 2018년 3월 1일 : 도지정 혁신학교 운영(3년간)
- 2019년 3월 1일 : 도지정 자율학교 운영(3년간)
- 2021년 3월 1일 : 도거점 혁신학교 재지정 운영(3년)
- 2022년 9월 1일 : 제14대 이동욱 교장 취임
- 2023년 3월 1일 : 전북미래학교(혁신+ 학교) 지정 운영(3년)
- 2024년 2월 8일 : 제50회 졸업

## 참고 자료
- 마령고등학교 - 한국교육학술정보원 학교알리미